# Guerra Zenkunen
La Zenkunen no eki (前九年の役 ぜんくねんのえき Guerra de los primeros nueve años?), fue un conflicto bélico entre 1051 y 1063 en la provincia de Mutsu, Japón. Como la mayor parte de los conflictos existentes durante el período Heian, tal y como la Gosannen no eki  o guerra de los últimos tres años y las Guerras Genpei, la guerra Zenkunen fue una lucha de poder entre los clanes samurái.
Mientras que la mayoría de las provincias estaba vigilada por un gobernador, Mutsu tenía un gobierno militar a cargo de controlar a los ainu, a los que habían dominado los japoneses durante el siglo IX. Históricamente este puesto lo había mantenido un miembro del clan Abe y existían continuos conflictos entre el general del clan y el gobernador por el control administrativo de la provincia.
En 1050, el general a cargo de vigilar a los ainu era Abe no Yoritoki, quien recogía los impuestos y confiscaba propiedades para sí mismo y sin pagar algún porcentaje al gobernador. El gobernador dio aviso a la capital en Kioto solicitando apoyo. Como resultado, Minamoto no Yoriyoshi fue nombrado tanto Gobernador como comandante en jefe para controlar a los nativos. Fue enviado junto con su hijo, Minamoto no Yoshiie que en ese entonces contaba con tan solo 15 años, a detener a los Abe.
La batalla duró 12 años, 9 si se eliminan cortos periodos de cese al fuego. Aunque se vivieron gran cantidad de escaramuzas, pocas batallas fueron de mayor importancia hasta la batalla de Kawasaki de 1057. Abe no Yoritoki había sido muerto poco antes y los Minamoto peleaban ahora contra su hijo, Abe no Sadato, quien los venció en Kawasaki.
Las fuerzas del gobierno tuvieron dificultades por algún tiempo debido al terreno y el clima, pero se reforzaron con más tropas. En 1062, Minamoto no Yoriyoshi junto con su hijo guiaron un asalto a la fortaleza Abe en Kuriyagawa. Después de dos días de enfrentamientos, Sadato se rindió.
Es por este resultado que Minamoto no Yoshiie es considerado como el fundador del mayor legado marcial del clan Minamoto y es reverenciado de manera especial como el kami ancestral del clan y conocido con el nombre de Hachimantarō, "hijo de Hachiman,dios de la guerra."